# Saeb Jendeya
Saeb Jendeya (arabe : صاءب جندية), né le 13 mai 1975 à Gaza en Palestine, est un footballeur professionnel palestinien qui a évolué au poste de libéro. 

## Biographie
Saeb Jendeya est sélectionné pour la première fois en 1998 mais fait sa véritable première apparition sous les couleurs palestiniennes le 25 août 1999 contre la Libye.
Il est le recordman de sélections de l'équipe de Palestine de football avec 70 sélections et en a été le capitaine de 1999 à 2009.
En septembre 2014 il est nommé entraîneur par intérim de la sélection de Palestine puis entraîneur-adjoint de Ahmed Al Hassan, nommé sélectionneur un mois plus tard.

## But international
| #  | Date         | Lieu            | Adversaire | Score | Résultat | Compétition         |
| -- | ------------ | --------------- | ---------- | ----- | -------- | ------------------- |
| 1. | 25 août 1999 | Amman, Jordanie | Libye      | 2-2   | 2-2      | Jeux panarabes 1999 |

## Référence
1. ↑  (en) « Ahmed Al Hassan appointed Palestine football boss », sur Boxscore World Sportswire, 20 octobre 2014 (consulté le 21 février 2015)